# Emirat de Borgu
Borgu és un emirat tradicional de Nigèria, a l'estat de Níger, a la part occidental de Nigèria. L'àrea Borgu està formada per planes i sabanes boscoses i és regada per diversos rierols que flueixen cap a l'est fins al riu Níger, límit oriental de la zona. Els sòls són pobres i les precipitacions escasses (sobretot en l'estació seca), i les batudes d'esclaus fulani al segle xix van convertir Borgu en una de les regions menys poblades de Nigèria. La majoria dels habitants són de les ètnies bargu (borgu, bariba, borgenci), busa (bussa, bussangi), boko (bokoboro), reshe (gungunci, gungawa), fulani, kamberri o ioruba i es dediquen principalment al bestiar i la cria d'aus de corral, l'agricultura de subsistència (sorgo, mill, nous de karité, ceba, blat de moro, cacauets, cotó, tabac), i la pesca. La mineria d'or, abans de gran importància en tot Kaiama i Bussa, avui ja no és significativa. La creació de l'embassament de Kainji Lake (1968) va obligar a l'evacuació de diverses ciutats al llarg del Níger, incloent Bussa, l'antiga seu espiritual del regne Borgu. Kaiama, Nova Bussa (construïda el 1966; 39 km al sud de la vella Bussa), Okuta i Wawa són les principals ciutats.

## Estats del Borgu
Al segle xix el país de Borgu (poblat pels borgawata) estava format per alguns estats independents, units per un ancestre comú, Kisra, emigrat des de l'est. El més poderós era Nikki (més gran i poblat), i el més antic era Bussa, que fou el primer que es va fundar després de l'emigració de Kisra (fundat vers el 1730), i tenia reconegut una mena de deganat.
Quan el país Kamberri es va fer independent tant de Bussa com de Yauri, fou atacat pel sarkin de Bussa, Dantoro, però no se'n va sortir i va haver de demanar ajut a Yauri; les forces conjuntes van anar manades per Dangaladima Abershi de Yauri, que es va haver de retirar quan va succeir a Gallo com a "sarkin Yauri". Però Dantoro va acabar amb èxit la guerra amb l'ajut de Mora Tasude de Kaiama, i Barje Bello fou instal·lat com a governador dels territoris conquerits. Llavors Abershi de Yauri va voler recuperar els seus antics districtes de Kamberri i va atacar a Barje Bello; els kamberris s'havien instal·lat a Bussa; finalment Bello va fer la pau amb Dantoro i Abershi no va aconseguir el seu propòsit i Kamberri va restar en possessió de Bussa (Barje Bello va governar fins a la seva mort el 1912). La història, recollida per tradicions orals, té diverses versions, però fou a l'origen de la disputa territorial entre Bussa i Yauri 

## Protectorat britànic
El 1894, després d'un ràpid avanç del delegat colonial Frederick Lugard, en nom de la Royal Niger Company, per arribar abans que els francesos a Nikki (avui dia a Benín), va arribar a Bussa, la capital de Borgu, i va aconseguir signar un tractat comercial; França i Gran Bretanya van establir les seves reclamacions territorials al Borgu per una convenció de 1898. El domini britànic a Borgu, l'àrea del qual era de 31.000 quilòmetres quadrats i tenia uns 40.000 habitants, el constituïen Bussa, Kaiama i el territori dels caps del país Illo, que van ser cedides als britànics, els quals van crear la província de Borgu el 1900 com a constituent del Protectorat de Nigèria del Nord, i a efectes administratius es va dividir en Borgu del Nord amb centre a Bussa, i Borgu del Sud amb centre a Kaiama. El cap de Bussa fou reconegut com a cap tradicional (emir) amb autoritat sobre alguns caps (Illo, Wawa, Babanna i Agwarra, que es reconeixien com els seus tributaris). Van reconèixer com a cap (emir) de Kaiama a Mora Tsaude (Murata Sidi) que havia ajudat als britànics en l'expedició a Nikki, i el van establir com a cap tradicional del Borgu del Sud, amb autoritat sobre Yashikera, Okuta, Banara i Ilesa, que anteriorment eren tributaris de Nikki (que havia quedat per França). Tradicionalment el cap de Kaitama reconeixia el deganat de Bussa. El cap de Yashikera, Oju (o Woru Yaru), es va negar a reconèixer a Kaitama i va emigrar a Nikki amb la meitat de la població
El 19 de desembre de 1903 va morir Kisan Dogo, cap-emir de Bussa i el resident, el tinent Stevens, va designar successor a Kitoro Gani que fou confirmat per Lugard el gener de 1904. Kaitma i Bussa foren reconeguts com a caps de primera classe el que va molestar al cap de Bussa que abans era preeminent sobre Kaitama. El 1905 el país de Illo va ser transferit a la província de Sokoto (per compensar a aquesta de les cessions que havia fet en la delimitació de fronteres entre França i Gran Bretanya) tot i que sempre havia estat tributari de Bussa i que l'ocupació fulani havia estat de poca durada (el cap d'Illo va seguir reconeixent com a sobirà al cap de Bussa i no al sultà de Sokoto); i dos anys després el Borgu va ser agregat (1907) a la província de Kontagora com una divisió o districte; la mala administració de J.O.C. Clarke, que va introduir el sistema d'administració nativa a Bussa (havia estat nomenat el 1909 procedent de la província del Níger), va fer augmentar l'oposició i junt amb altres causes com la pèrdua d'Illo (i altres comarques del nord-oest) i l'elevació de rang de Kaitama, va provocar la revolta de 1915. El 1911 l'administració de Borgu estava mal portada, hi havia un sol oficial per administrar els dos emirats i a partir del 1912 fins i tot no hi havia cap oficial nomenat; el 31 de març de 1911 es constatava que no hi havia cap policia a tot el Borgu i que el tribut que s'havia d'entregar als britànics no s'havia fet efectiu i no hi havia forces coactives per imposar-ho. L'administrador Clarke residia sempre a Yelwa, capital de la província de Kontagora, amb molt poques sortides fora d'aquesta població; tot i que la cosa no rutllava el 1912 es va recomanar la seva promoció; a més a més s'entenia be amb Hamilton-Browne, administrador de la divisió de Yauri, i cap dels dos tenia suport dels natius.

## Preludi de la revolta
La guerra europea va esclatar el 1914 i el gener de 1915 els sarakuna (caps de districte) dels districtes de West Bussa i Kaiama foren expulsats i no es va recaptar el tribut. Es va autoritzar una patrulla dirigida per Clarke, que va deposar els sarakuna de Ilesha, Banara i Okuta, i els va substituir per altres suposadament més capacitats, però sense suports populars. La deposició d'aquests caps de districte de l'emirat de Kaiama, es va fer sense judici previ o posterior. Poc després fou deposat l'emir mateix i substituït com a emir interí pel sarkin de Yakishera, Mashi, que no tenia cap dret (ni reclamava) el càrrec de sarauta (cap-emir) de Kaiama, però era recomanat per Hamilton-Browne, que el considerava un dur. Clarke i Hamilton-Browne havien dissenyat un projecte pel qual les divisions de Bussa i Yauri serien fusionades, els emirs de Bussa i Kaiama serien deposats i el de Yauri retirat, i el sarkin de Yamma, Aliu, seria nomenat com a nou emir d'una nova entitat anomenada Gran Yauri; al no ser el nou emir de les famílies reials de Borgu o del Yauri, les zones disputades pagarien els tributs fixats sense problemes. Se suposava que Turaki (cap del districte de Bussa), Aliyara (cap del de West Bussa) i el sarkin de Kunji donarien suport a aquest canvi i en general els talakava de Bussa i Yauri hi estarien d'acord; quant a Kaiama quedaria en mans del sarkin de Yashikera però com a tributari del Gran Yauri. Aquest darrer emirat tindria doncs com a cap a Aliu (originari del Sultanat de Sokoto), amb els caps de districte Turaki (un esclau, a Bussa), Aliyara (un lopawa, a West Bussa), Ajia Umoru (un nupe a South Bussa) i Mashi (un zaberma, a Kaiama com a governant tributari). El 23 de març de 1915, seguint les recomanacions de Hamilton-Browne, el governador interí del Protectorat de Nigèria del Nord va aprovar els plans indicats, amb petites modificacions: Mashi governaria Kaiama com emir titular no tributari, i l'emir de Yauri no seria retirat, sinó que, com que estava incapacitat, Aliu governaria al seu lloc com a wakil. Lugard el 30 de març, no estava del tot convençut però finalment ho va ratificar. Un tal Abba, del que se sap ben poc, fou nomenat agent polític al Gran Yauri, i és assenyalat com el impulsor d'aquests canvis pels seus consells a Clarke i Hamilton-Browne. Aliu va fer traslladar les restes de l'ancestre dels borgawata, Kisra, de Baussa a Yauri, el que va molestar profundament a la gent de Bussa i del Borgu en general.

## Rebel·lió de Bussa
Un cap legitimista, Sabukki, va exigir al juny la deposició de Turaki, Aliyara i Ajia Umoru, i la restauració de l'emir deposat o algú de la família reial. Davant la negativa, el 14 de juny de 2015, Sabukki amb un grup d'entre 500 i 700 homes, va atacar Bussa i se'n va apoderar. L'administració nativa de Bussa no estava preparada, però es va fer una crida a defensar a Turaki i entre els que li van donar suport estava Kiwotede, l'hereu aparent de Bussa, i Kijibrim, de la família reial (germà de l'emir deposat); una partida dels rebels liderada per Liangabba va començar per matar alguns membres de l'administració nativa a Shagunu; llavors Liangabba va atacar Bussa, va derrotar fàcilment a les forces natives i les va massacrar. Turaki, Aliyara i Ajia van fugir però Sabukki els va perseguir i els va matar menys a Turaki que va poder arribar a Zungeru. Les rodalia de Bussa es van declarar pels rebels. Wawa no ho va fer de manera efectiva però hi simpatitzava; a Kaiama les opinions estaven molt dividides (al 50%). El 16 de juny van arribar alguns ferits o refugiats a Yelwa, on estaven Clarke i Hamilton-Browne. Aquest va enviar un cable a Zungeru anunciant que enviava a Clarke i a un destacament estacionat a Zuru. El govern de Nigèria del Nord, en plena guerra mundial, no volia gastar tropes en conflictes locals, però Hamilton-Browne va insistir. Clarke amb 17 policies, es va unir a les forces procedents de Zuru (25 homes) i a Aliu, wakil-sarkin de Yauri el 21 de juny. El 23 van xocar amb els rebels a Garafini i a la mateixa Bussa, causant una vintena de morts al rebels (cap a les forces britàniques); la columna va seguir al sud cap a Kaiama i obligant als rebels a replegar-se cap a la frontera amb Dahomey (avui Benin). Van perseguir als rebels (armats amb fletxes). L'1 de juliol de 1915 el governador interí de Nigèria del Nord, Goldsmith, informava d'una revolta no espontània sinó covada durant anys, però al mateix temps Hamilton-Browne ja informava del restabliment de la pau. La columna va tornar a Yelwa el 9 de juliol sense haver pogut atrapar a Sabukki.

## Conseqüències de la revolta
Turaki va renunciar i Kiwotede Jibrim, l'hereu, va pujar al tron. Quan l'emir deposat, Kitoro Gani, fou enviat a l'exili a Ilorin el 1916, centenars de persones el van seguir. La separació de Bussa de Yauri es va fer poc després (1917) però amb menys territoris: Agwarra, Rofia i Kunji van quedar per Yauri (grangers yauris s'hi havien establert) si bé Agwarra finalment fou retornar a Bussa el 1919. Hamilton-Brrowne proposava que Kaiama, Yashikera, Ilesha i Okuti fossin agregats a Bussa, però no fou escoltat. Es va nomenar a l'emir, Kijibrim, però fou rebaixat a cap de segona classe i va tenir poca autoritat. El 1922 fou objecte d'un atemptat contra la seva vida (19 de març de 1922) de part d'un dels seus dos consellers, Kissoin, que era el seu germanastre (i que va actuar després de matar un camperol a Kagogi, en un arravatament, i en revenja perquè Kijibrim l'havia empaitat el dia 18 de març per entregar-lo a la justícia).. Kissoim fou apressat, jutjat i penjat.

## Borgu passa a Ilorin
La divisió de Borgu es va incorporar a la província d'Ilorin el 1923 (Yauri va passar a la de Sokoto). Hamilton-Browne, el resident de Kontagora, perdia així finalment la seva influència sobre Baussa, que va passar a H. Hermon-Hodge, resident de la província d'Ilorin; T. Hoskyns-Abrahalls fou el oficial de districte. Sota pressió d'Hermon-Hodge, Kijibrim va renunciar i l'antic emir Kitoro Gani fou restaurat, arribant a Bussa el novembre de 1924 en mig de manifestacions d'alegria; Sabukki i els seus seguidors, que vivien al bosc al país shagunu (que els era lleial), foren amnistiats. El 1927 el districte de Rafia, que havia estat retingut per Yauri, va ser retornat a Bussa però Kunji finalment va restar per Yauri. L'emir Kitoro Gani, per peculi del tresor, fou deposat altre cop deu anys després del seu restabliment, el 25 de juny de 1935.
El 1954 la situació de Kaiama com emirat amb el mateix rang que Bussa, seguia distorsionant la vida de la regió del Borgu. S'havia decidit a partir de 1924 que a la mort de l'emir de Kaiama, Haliru, l'emirat seria abolit i incorporat a Bussa, però Haliru era jove i va viure més de 30 anys més. El 1954, l'emir de Kaiama va decidir renunciar i retirar-se i llavors es van reunir els emirats de Kaiama i Bussa i Muhammadu Sani, emir de Bussa, es va convertir en el primer emir de Borgu. Avui dia, les funcions d'emir és de caràcter tradicional i religiós.

## Governants

### Emirat de Bussa 1730-1754
Governants de Bussa, títol inicial Kibe, i més tard Sarkin Bussa (Emir de Bussa) tot i no ser musulmans:
| Inici            | Final         | Governant                                                          |
| ---------------- | ------------- | ------------------------------------------------------------------ |
|                  | 1730          | Kiseru Brodi (Kisra)                                               |
| 1730             | 1750          | Yerima Bussa dan Kiseru Brodi                                      |
| 1750             | 1766          | Kigera I dan Kiseru Brodi                                          |
| 1766             | 1791          | Jibrim dan Yerima Bussa (+ 1791)                                   |
| 1791             | 1792          | Yerima Ibrahim dan Jibrim                                          |
| 1793             | 1835          | Kitoro Gani Zara dan Jibrim (+ 1835)                               |
| 1835             | 1843          | Kisaru Kisan Dogo dan Jibrim                                       |
| 1843             | 1844          | Beraki dan Jibrim                                                  |
| 1844             | 1862          | Waruko Gajere dan Maikuka (+ 1862)                                 |
| 1862             | 1895          | Kigera II Jibrim Dan Toro dan Kitoro (+ 1895)                      |
| 1895             | Novembre 1903 | Wuru Yaro Kisaru Kisan Dogo dan Kitoro (+ 1903)                    |
| 19 desembre 1903 | Abril 1915    | Kitoro Gani Kilisha Yerima dan Dan Toro (primera vegada)           |
| April 1915       | 19 abril 1917 | Turaki, administrador de l'emir de Yauri; Kiwotede Jibrim, interí  |
| 19 abril 1917    | Oct/nov 1924  | Kijibrim dan Dan Toro                                              |
| 6 novembre 1924  | 21 agost 1935 | Muhammadu Kitoro Gani Kilisha Yerima dan Dan Toro (segona vegada)  |
| 29 agost 1935    | 1937          | Wuru Babaki dan Dan Toro (regent fins 17 setembre 1935) (+ 1968)   |
| 25 gener 1937    | 1954          | Muhammadu Sani (abans anomenat Wuru Babaki; el 1954 emir de Borgu) |

### Emirat de Kaiama 1912-1954
Governants de Kaiama, amb títol de Sarkin Kaiama (Emir de Kaiama):
| Inici      | Final          | Governant      |
| ---------- | -------------- | -------------- |
|            | 7 octubre 1912 | Mora Tsaude    |
| 1912       | Abril 1915     | Jimi           |
| 1915       | 13 febrer 1917 | Mashi          |
| Abril 1917 | 1921           | Yerima Kura    |
| 1921       | 1954           | Khaliru Kiyaru |

### Emirat de Borgu
Emirs de Borgu per la unió de Bussa i Kaiama des de 1954; l'emir de Bussa titulat ara Sarkin Borgu:
| Inici            | Final           | Governant                                              |
| ---------------- | --------------- | ------------------------------------------------------ |
| 1954             | 1968            | Muhammadu Sani dan Dan Toro                            |
| 1968             | 3 febrer 2000   | Musa Muhammadu Kigera III dan Muhammadu Sani (+ 2000)  |
| 12 febrer 2000   | 26 febrer 2002  | Isiaku Musa Jikantoro                                  |
| 26 febrer 2002   | 30 octubre 2015 | Haliru Dantoro Kitoro III dan Muhammadu Sani (n. 1938) |
| 11 novembre 2015 |                 | Muhammad Haliru Dantoro Kitoro IV (n. 1966)            |